# バートン・マルキール
バートン・ゴードン・マルキール(Burton Gordon Malkiel、1932年8月28日 - )は、アメリカ合衆国の経済学者である。1973年に上梓された『A Random Walk Down Wall Street』（邦題：ウォール街のランダムウォーカー）は、投資の書籍として2023年までに13版を重ねるロングセラーとなっている。

## 経歴
1949年、マルキールはボストン・ラテン・スクールを卒業し、ハーバード大学で学士号（1953年）とMBA（1955年）を取得。「金融市場の構造の問題」と題する博士論文を発表後、1964年にプリンストン大学で経済学の博士号を取得した。 その後、1974年から75年、および77年から81年にプリンストン大学経済学部長を務める。その他大統領経済顧問委員会委員(1975-1977)、イェール経営大学院学部長(1981-1988)、アメリカン証券取引所理事等を歴任。また、ヴァンガードグループのディレクターとして28年間を過ごす。現在は、ソフトウェアベースのファイナンシャルアドバイザー、ウェルスフロント社の最高投資責任者を務めている。

## 投資に対する考え方
マルキールは、上述の通りウォール街において投資銀行の証券アナリストや運用資産数千億ドルの保険会社の財務委員等としてのキャリアを積んでいる。また、経済学者および個人投資家としての視点を持っている。
証券分析の2大学派と過去の歴史および証券分析手法に考察を加えたうえで、株式投資について下記のとおり指摘している。

### ランダム・ウォークの定義
「物事の過去の動きからは、将来の動きや方向性を予測することは不可能である」ということを意味する。これを株式市場に当てはめると、株価が短期的にどの方向に変化するかを予測することは難しいということになる。極論すれば目隠しをしたサルに新聞の相場欄めがけてダーツを投げさせて選んだ銘柄でポートフォリオを組んだとしても、専門家が注意深く選んだポートフォリオとさほど変わらない運用成果をあげられること意味している。

### 株式投資の2大流派

#### ファンダメンタル価値学派について
投資対象には「ファンダメンタル（本質）価値」と呼ばれる絶対的な価値があり、現状分析と将来予測を注意深く行うことによって推定できるという学派である。
そして、資産の市場価格がこのファンダメンタル価値を下回れば購入し、上回れば売却するチャンスと考える。
この理論によれば、市場は最終的には効率的であり、一時的な割安・割高な状態はいずれ修正されるとされている。
これは経済学者の専売特許ではなく、一世を風靡したグレアムとドッドの「証券分析」のおかげで、ウォール街の証券アナリストがほぼ一世代にわたってこの理論の信奉者となったといっても過言ではなかった。そして、この理論に基づき最も輝かしい成功を収めてきた者は、「オマハの賢人」と称えられるウォーレン・バフェットであり、多くの証券アナリストが株式のファンダメンタル価値を推定することにエネルギーを費やしている。

#### 砂上の楼閣学派について
心理的要素、群集心理を重視する学派である。経済学者のケインズは、この理論の本質について、「プロの投資家は、本質価値を見出すのではなく、大衆投資家が将来どのように行動し、強気が支配する相場の局面で、希望的観測がどのように砂上の楼閣を作り上げるかを分析することにエネルギーを費やす。」と表現している。
この理論は、少し残酷な言い方をすれば、「より馬鹿理論」とも呼べる。たとえ株価がその本質価値の3倍の値をつけても、誰かより馬鹿な人を見つけて5倍で売り付けられるとすれば何の問題もないという考え方である。

### チューリップ・フィーバーと20世紀最大の日本のバブル

#### オランダのチューリップ・バブル
オランダにおけるチューリップ・バブルの発端は、1593年にウィーンからオランダに着任した植物学者がトルコからチューリップの球根を持ち込んだことからはじまる。大変高価な植物であったが、チューリップはオランダで次第に人気を博した。
チューリップは、モザイク病というウィルス性の病気にかかるものが多かったが、この病気は致命的なものでなく、オランダ人はむしろこのモザイク模様をビザールと呼び珍重した。瞬く間に収集熱は広がり、花びらの模様が美しいチューリップほど高い値段が付くようになり、確実に儲かる投資対象として見られるようになっていった。
最初はたかが球根と馬鹿にしていた分別がある人たちも、友人や身内が巨大な利益を上げるのを目の当たりにし、このゲームに参加していった。バブルのピークは1634年から1637年にかけての数年間だったが、そのころには欲にくらんだ人々は土地、宝石、家具などを引き換えにしてチューリップを手に入れようとした。
しかし、1637年1月に球根の価格が20倍に跳ね上がった後、2月にはそれ以上の幅の下落を示す。どんな投機熱もそうだが、価格が高価になりすぎると一部の人が売って利益を実現しようと考え始める。するとほかの人がこれに続き、価格の下落が加速度的に進み、パニック状態に陥った。
これを受け、オランダ政府はチューリップの価格がこれ以上下落する理由はないと公式に発表したが、耳を傾けるものはいなく、最終的に球根の価格はタダ同然までに下落した。
この狂乱のゲームの早い段階で売り抜けた人も、バブル崩壊後のオランダ経済の長い不況に巻き込まれ、結局逃げ切れたものは誰もいなかった。

#### 20世紀最大のバブル
日本では、1955年から1990年にかけて、地価が約75倍に高騰した。1990年には、日本の地価総額は約20兆ドルと推定された。これは世界全体の20％に相当し、世界中の株式時価総額の2倍に相当するものだった。
また、地価の高騰を反映し、日本の株価も1955年から1990年までに100倍になった。1989年のピーク時には日本の株式時価総額はアメリカの1.5倍、実に世界全体の株式時価総額の45％を占めるまでになっていた。このような株高・地価高騰の背景には「日本では地価が下がることなどありえない。」「株価は常に上昇する。」という２つの神話があった。
高水準の株価、地価を正当化する説明は一つとして検証に耐えられるものでなく、結局1989年の金利上昇を契機に大暴落が発生する。
マルキールは、人間はなぜこうまで歴史と経済のファンダメンタルズを無視し、「今回だけは違うのだ。」という愚かな誤りを繰り返すのかと指摘している。

### 証券分析手法に対する考察

#### ファンダメンタル分析に対する考察
株式のファンダメンタル価値である株価収益率（PER）は、企業の成長率が高く、その成長持続期間が長期に渡り、支払配当が多額で、低リスクであり、金利水準が低ければ低いほど高くなる。
ファンダメンタル分析にも3つの問題点がある。1点目は、情報や分析が必ずしも正しいとは限らないという点。2点目は「価値」の推定を間違う可能性がある点。3点目は、市場が必ずしも「間違い」を訂正するとは限らないということ。つまり、株価が本来あるべき値段にサヤ寄せされないことがしばしばあるということである。ファンダメンタル分析も絶対でないことを肝に銘ずべきである。

#### テクニカル分析に対する考察
テクニカル分析とは何かを一口で語るとすれば、株価チャートを作り解釈することだといえる。投資に勝つコツは、他のプレーヤーたちの行動を読むことだと考える。
チャーティスは「歴史は繰り返す」ということを分析の根拠にする。
チャーティスはトレンドが形成された後にしか投資しないし、トレンドが崩れた後でしか投資しない。
マルキールは、市場で株価の急変動は珍しいことではないため、チャート分析では、しばしばタイミングを失すると指摘する。また、皆が同じシグナルに対して同じ行動をとるとすれば、どんなシグナルに基づいて売買したところで何の利益も得られないであろうとも指摘している。

### マルキールが考える株式投資で成功するための３つルール
1つ目のルールは、長期の利益成長率が見込まれる成長株を見つけること。成長株を見つけ出すことは非常に困難であるが、それこそが投資においてもっとも重要なポイントになる。継続的な成長は利益と配当の増加をもたらすだけでなく、その銘柄の株価収益率の上昇ももたらす。
2つ目のルールは、株価がファンダメンタル価値以上になっている銘柄を購入しないこと。非常に高い株価収益率のつけられた株価にはすでに成長が完全に織り込まれている。そのような状況でもし予想が実現しなかった場合、利益の減少と株価収益率の低下で二重の損害を被る可能性がある。成長株が過去と比べて現在どのあたりに評価されているか、少なくともチューリップの時間に差し掛かっているかどうかを見極める必要がある。
3つ目のルールは投資家が「砂上の楼閣」をつくれるようなストーリーが描ける銘柄を探すこと。株式を取引する人間は、欲望やギャンブル本能、自ら下した相場判断の適否に対する希望や不安に動かされている。そうした心理的側面に即し、購入を検討している銘柄についてのストーリーが人々の心を掴めそうか、そしてそのストーリーはファンダメンタルに基づいたものか検討する必要がある。

## 著書
- バートン・マルキール『ウォール街のランダム・ウォーカー（英題：A Random Walk Down Wall Street）』井出正介（12版）、日経BP、2019年7月20日。ISBN 978-4532358235。